# NOVA (politisk parti)
Nová väčšina (NOVA, dansk: Nyt Flertal) er et konservativt politisk parti i Slovakiet.

## Navne på partiet
- Parti blev stiftet med navnet Nová väčšina (Nyt flertal) 2. september
- Det skiftede navn til Nová väčšina (Daniel Lipšic) (Nyt flertal (Daniel Lipšic)) i december 2012
- Det skiftede navn til Nová väčšina – Dohoda (D. Lipšic) (Nyt flertal – enighed (D. Lipšic)) i juli 2013
- Det skiftede navn til NOVA (Ny) 28. juni 2014

NOVA har i alle tilfælde været partiets officielle forkortelse.

## Historie
Partiet blev stiftet 2. september 2012 af Daniel Lipšic og Jana Žitňanská, som var medlemmer af Nationalrådet, som tidligere havde forladt Kresťanskodemokratické hnutie (KDH). Daniel Lipšic, som havde været næstformand i KDH, blev valgt til NOVA's formand. Stifterne repræsenterer en konservativ fraktion af partiet. I maj 2013 forlod 5 parlamentsmedlemmer fra Sloboda a Solidarita (SaS), Jozef Kollár, Juraj Droba, Daniel Krajcer, Juraj Miškov og Martin Chren, deres parti og sluttede sig til NOVA. De repræsenterer en liberal fraktion af partiet.
Ved valget til Europa-Parlamentet i 2014 kom NOVA på en femteplads i Slovakiet med 6,83 % af stemmerne og fik valgt 1 MEP.
Ved parlamentsvalget i 2016 opstillede NOVA sine kandidater på en fælles liste med Obyčajní ľudia a nezávislé osobnosti (OĽaNO), og fik to mandater valgt ind i Nationalrådet. I 2023 stillede de op som en del af koalitionen OĽaNO a priatelia (OĽaNO og venner).